# Championnat de Taïwan de football 2015-2016
Navigation
Saison précédente Saison suivante
La saison 2015 du Championnat de Taïwan de football est la trente-deuxième édition du championnat national, la Urban League. Les huit clubs participants sont regroupés au sein d'une poule unique où ils s'affrontent à deux reprises. A l'issue de la saison, les deux derniers du classement final doivent disputer une poule de promotion-relégation face à deux équipes de division inférieure.
C'est le tenant du titre, le club de Taiwan PCFC qui est à nouveau sacré cette saison après avoir terminé en tête du classement final, avec sept points d'avance sur Taipei City Tatung et dix sur Taiwan Sports University FC. C'est le 20e titre de champion de Taïwan de l'histoire du club.

## Les clubs participants
- Taipower
- Taipei City Tatung
- Ming Chuan University FC
- NSTC FC
- Air Source Utilities FC
- Taiwan Sports University FC
- Taichung City FC - Promu de D2
- Royal Blues FC - Promu de D2

## Compétition
Le classement est établi sur le barème de points classique (victoire à 3 points, match nul à 1, défaite à 0). Pour départager les égalités, on tient d'abord compte des confrontations directes, de la différence de buts générale, puis du nombre de buts marqués.

### Poule de promotion-relégation
Trois semaines avant le début du championnat, les deux derniers du classement final de la saison précédente affrontent deux formations de deuxième division afin de déterminer la huitième équipe engagée en Urban League. Les deux premiers de la poule obtiennent le droit de s'engager en championnat.
| Rang | Équipe                   | Pts | J | G | N | P | Bp | Bc | Diff |  | Résultats (▼ dom., ► ext.) | Tch | RBl | Tna |
| ---- | ------------------------ | --- | - | - | - | - | -- | -- | ---- |  | -------------------------- | --- | --- | --- |
| 1    | Taichung City FC (D2)    | 4   | 2 | 1 | 1 | 0 | 7  | 3  | +4   |  | Taichung City FC (D2)      |     |     | 6-2 |
| 2    | Royal Blues FC (D2)      | 4   | 2 | 1 | 1 | 0 | 2  | 1  | +1   |  | Royal Blues FC (D2)        | 1-1 |     |     |
| 3    | Tainan City FC           | 0   | 2 | 0 | 0 | 2 | 2  | 7  | -5   |  | Tainan City FC             |     | 0-1 |     |
| 4    | Chiayi County FC forfait |     |   |   |   |   |    |    |      |  |                            |     |     |     |

### Classement
| Rang | Équipe                      | Pts | J  | G  | N | P  | Bp | Bc | Diff |
| ---- | --------------------------- | --- | -- | -- | - | -- | -- | -- | ---- |
| 1    | Kaohsiung County TaipowerT  | 37  | 14 | 12 | 1 | 1  | 58 | 5  | +53  |
| 2    | Taipei City Tatung          | 30  | 14 | 9  | 3 | 2  | 46 | 12 | +34  |
| 3    | Taiwan Sports University FC | 27  | 14 | 8  | 3 | 3  | 41 | 17 | +24  |
| 4    | NSTC FC                     | 25  | 14 | 8  | 1 | 5  | 39 | 25 | +14  |
| 5    | Royal Blues FCP             | 20  | 14 | 6  | 2 | 6  | 35 | 26 | +9   |
| 6    | Ming Chuan University FC    | 17  | 14 | 5  | 2 | 7  | 23 | 28 | -5   |
| 7    | Taichung City FCP           | 6   | 14 | 2  | 0 | 12 | 18 | 73 | -55  |
| 8    | Air Source Utilities FC     | 0   | 14 | 0  | 0 | 14 | 11 | 85 | -74  |

|  | Qualification pour la Coupe de l'AFC 2017        |
|  | Participation à la poule de promotion-relégation |
|  | T : Tenant du titre P : Promu de D2              |

### Résultat
| Résultats (▼dom., ►ext.)    | ASD  | MCU | NSTC | TCD | NTUPES | RYB | TCT | TPW  |
| Air Source Utilities FC     |      | 1-8 | 3-10 | 2-4 | 1-7    | 0-9 | 0-6 | 0-8  |
| Ming Chuan University FC    | 4-1  |     | 0-3  | 4-1 | 0-5    | 0-2 | 0-3 | 0-6  |
| NSTC FC                     | 2-1  | 2-3 |      | 6-2 | 1-6    | 0-0 | 1-0 | 0-4  |
| Taichung City FC            | 2-0  | 0-2 | 0-8  |     | 0-5    | 1-3 | 1-4 | 0-10 |
| Taiwan Sports University FC | 4-0  | 1-1 | 0-2  | 3-2 |        | 2-1 | 2-2 | 0-2  |
| Royal Blues FC              | 5-1  | 1-0 | 1-2  | 8-5 | 1-4    |     | 0-0 | 1-5  |
| Taipei City Tatung          | 11-0 | 1-0 | 3-2  | 9-0 | 2-2    | 4-2 |     | 1-0  |
| Kaohsiung County Taipower   | 5-1  | 1-1 | 2-0  | 9-0 | 2-0    | 2-1 | 2-0 |      |

## Bilan de la saison
| Championnat de Taïwan de football 2015-2016 |                                |
| Champion                                    | Taipower (20e titre)           |
| Coupes et trophées                          |                                |
| Vainqueur de la Coupe de Taïwan 2015-2016   | Non disputée                   |
| Qualifications continentales                |                                |
| Coupe de l'AFC 2017                         | Taipower (forfait)             |
| Coupe de l'AFC 2017                         | Tatung Football Club (forfait) |
| Promotions et relégations                   |                                |
| Promus en Urban League                      | Tainan City FC                 |
| Promus en Urban League                      | Hang Yuen FC                   |
| Relégués                                    | Air Source Utilities FC        |
| Relégués                                    | Taichung City FC               |